# 1917年荷屬東印度人民議會選舉
1917年荷屬東印度人民議會選舉於1917年10月16號在荷屬東印度群島度舉行。是次選舉是因為1916年12月16號通過了一項給予荷屬東印度適當的自治權法律。

## 結果
是次選舉有38席，其中有19席是由荷蘭委任，荷蘭人佔11席，外地人口佔5席，華人佔3席，另外19席則透過選舉選出，荷蘭人佔9席，外地人口佔10席。
| 分組     | 取得席數 |
| -------- | -------- |
| 溫和右派 | 12       |
| 溫和左派 | 10       |
| 左派     | 8        |
| 右派     | 8        |
| 總數     | 38       |
| [ 3 ]    |          |